# Landsgemeinde

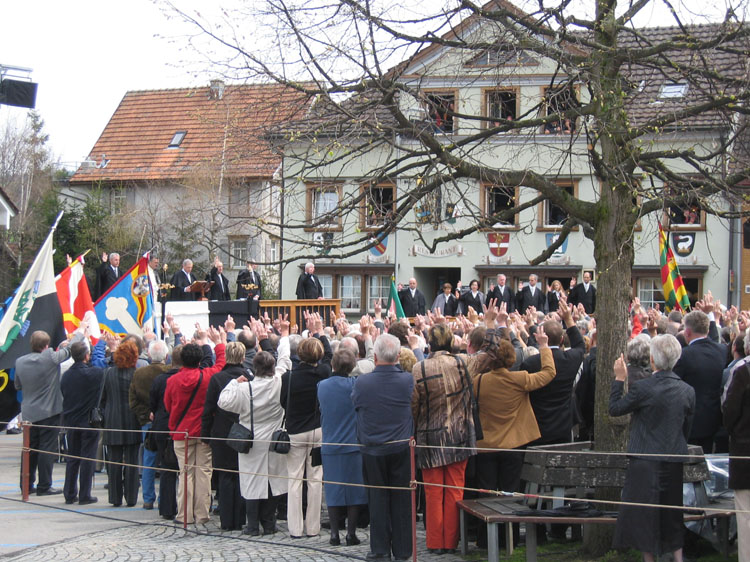
Una seduta della Landsgemeinde nel Canton Appenzello Interno

La Landsgemeinde (parola tedesca per comunità territoriale) è un'istituzione di democrazia diretta e un processo partecipativo che viene tutt'oggi ancora utilizzata nei cantoni svizzeri dell'Appenzello Interno e di Glarona.
Tutte le cittadine e i cittadini della comunità rurale che godono del diritto di voto (in passato solo gli uomini) si riuniscono in assemblea in una piazza e votano per alzata di mano per eleggere gli amministratori e deliberare leggi locali.

## Storia
La storia della Landsgemeinde affonda le sue radici nell'età medioevale. Si colloca nella più antica tradizione della thing germanica.
In passato le Landsgemeinde si tenevano anche in altri cantoni: Uri (dal 1231), Svitto (dal 1294), Untervaldo (dal 1309), Zugo (dal 1376), Appenzello (dal 1378), Glarona (dal 1387) e anche diversi altri territori e valli dipendenti dai cantoni, incluse Bellinzona, Riviera e Einsiedeln.